# مضبع (الحيمة الداخلية)

تعديل مصدري - تعديل

مضبع هي إحدى قرى عزلة بلاد القبائل بمديرية الحيمة الداخلية التابعة لمحافظة صنعاء، بلغ تعداد سكانها 201 نسمة حسب تعداد اليمن لعام 2004.